# Betty-Anne Daviss

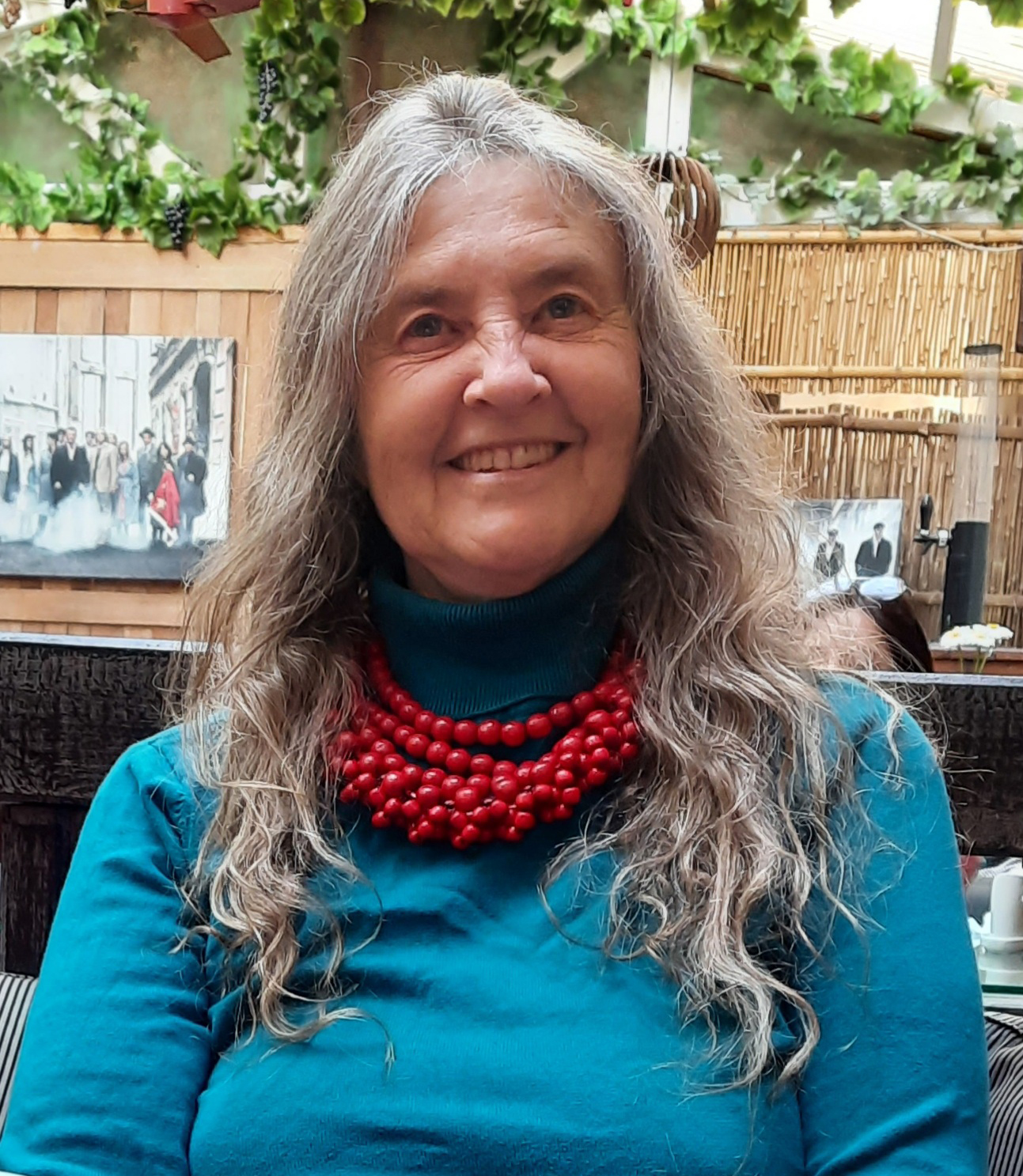
Betty-Anne Daviss

Betty-Anne Daviss (geboren als Betty-Anne Putt) ist eine kanadische Hebamme. Sie hat ihren Beruf seit 1976 mehr als 40 Jahre ausgeübt. Außerdem forschte und publizierte sie über Praktiken der Geburtshilfe mit Hebammen und ist Co-Autorin prospektiver Kohortenstudien.

## Wirken
Betty-Anne Daviss arbeitete in den 1970er Jahren vier Jahre in Guatemala mit lokalen Hebammen zusammen und war drei Jahre Hebamme in Alabama. Anfang der 1980er Jahre kam sie nach Ottawa. Sie ist als staatlich geprüfte und anerkannte Hebamme am Montfort Hospital in Ottawa registriert und aktiv im Berufsverband American College of Nurse-Midwives (ACNM).
Daviss lernte u. a. in Guatemala, Afghanistan und Osteuropa sowie bei kanadischen Inuit traditionelle Praktiken der Geburtshilfe kennen und veröffentlichte darüber ethnografische Artikel. Sie vertrat die Auffassung, dass das intuitive Geburtsverhalten von westlichen Frauen erodiert sei und die reichste Quelle über Geburtswissen bei traditionellen Hebammen der Dritten Welt zu finden ist. 1987 sprach sie sich auf einer Konferenz in Montreal zur Unterstützung der First Nations für die Rückkehr zu Geburtspraktiken aus, die deren ursprünglicher Kultur näher sind. Eine Einstellung, die als problematisch kritisiert wurde. Sie war in die Gesetzgebung involviert, speziell in Ontario und Quebec, mit der in allen Provinzen Kanadas in den 1990er Jahren die staatliche Anerkennung des Berufs als Hebamme erstmals gesetzlich geregelt wurde. 1999 erhielt sie von der Carleton University einen Master mit einer sozialwissenschaftlichen Studie über Hebammen zwischen sozialer Bewegung seit den 1970er Jahren und Professionalisierung. Sie ist Adjunct Professor am Pauline Jewett Institute für Frauen- und Geschlechterforschung der Carleton University und unterrichtet Geschichte der Geburtskunde.
Als erste Hebamme Kanadas war sie Projektmanagerin der Safe Motherhood/Neugeborenen Initiative der Internationalen Vereinigung für Gynäkologie und Geburtskunde (FIGO) und in dieser Funktion Co-Autorin einer der größten prospektiven Studien Nordamerikas über geplante Hausgeburten mit staatlich geprüften Hebammen. Die Resultate veröffentlichte das British Medical Journal 2005 auf Englisch, Französisch, Spanisch und Deutsch.
Die Re-Etablierung der spontanen Beckenendlagengeburt ist ihr Anliegen. Sie war als Co-Autorin von Frank Louwen an einer großen, in Frankfurt am Main durchgeführten Kohortenstudie über Beckenendlagengeburten in aufrechter Position beteiligt, die 2016 im International Journal of Gynecology & Obstetrics publiziert wurde. Weitere Forschungsbereiche sind Sicherheit bei Hausgeburten und Blutungen nach der Geburt.

## Buchpublikationen
- Hrsg. mit Robbie Davis-Floyd, Lesley Barclay, Jan Tritten: Birth Models That Work, University of California Press, Berkeley 2009, ISBN 978-0-520-94333-9 (Inhalt)
- From Calling to career. Keeping the Social Movement. In: Mainstreaming Midwives. The Politics of Change, hrsg. Robbie Davis-Floyd, Christine Barbara Johnson, Routledge,  New York/London 2006, ISBN 978-0-415-93151-9, S. 413–446
- Reforming Birth and (Re)Making Midwifery in North America. In: Birth by design. Pregnancy, maternity care, and midwifery in North America and Europe, hrsg. Raymond De Vries et al., Routledge, New York 2001, ISBN 0-415-92338-7, S. 70–87
- Intuition  as Authoritative Knowledge in Midwifery and  Home  Birth, mit Elizabeth Davis. In: Childbirth and Authoritative Knowledge. Cross-Cultural Perspectives, hrsg. Robbie Davis-Floyd, Carolyn F. Sargent, University of California Press, Berkeley/Los Angeles/London 1997, ISBN 978-0-520-20785-1, S. 315–349
  - Heeding Warnings  from  the  Canary, the  Whale, and the Inuit. A Framework for Analyzing Competing Types of Knowledge about Childbirth, S. 441–473